# Zorea, Kazanka
Zorea (în ucraineană Зоря) este un sat în comuna Oleksandrivka din raionul Kazanka, regiunea Mîkolaiiv, Ucraina.

## Demografie
Componența lingvistică a localității Zorea
     Ucraineană (71,74%)
     Rusă (26,09%)
     Belarusă (2,17%)
Conform recensământului din 2001, majoritatea populației localității Zorea era vorbitoare de ucraineană (71,74%), existând în minoritate și vorbitori de rusă (26,09%) și belarusă (2,17%).